# Igazság (napilap)
A Igazság a forradalmi honvédség és ifjúság lapja volt 1956-ban.

## Története
A lapot 1956. október 23-án éjszaka alapították egy értekezleten, amit a Nagy Imre köréhez tartozó Losonczy Géza tartott, aki akkoriban a Magyar Nemzet munkatársa volt. Az Igazság későbbi szerkesztőin kívül részt vettek az alakuló ülésen a Szabad Nép olyan egykori munkatársai, akiket Nagy Imre 1955-ös háttérbe szorulásakor távolítottak el a pártlaptól. Például Kornai János, aki abban az időben még gazdasági újságíró volt. A Nagy Imre „párti” szabad népesek ugyan pár nap múlva kiváltak, s megalapították a Magyar Szabadságot. De az Igazság első számainak elkészítésében, s a lap arculatának kialakításában döntő szerepet vállaltak. Innen datálódik, hogy az Igazság végig állandó kapcsolatban állt Losonczy Gézával és Vásárhelyi Miklóssal, Nagy Imre miniszterelnök bizalmi embereivel. A fontosabb cikkeket telefonon mindig megbeszélték velük.
Az Igazság szerkesztősége a nyugati tudósítóknak is afféle főhadiszállása volt, hiszen forradalom lázas napjaiban Nagy Imre miniszterelnök szócsövének számított a lap. A kortársak visszaemlékezései szerint valóságos „fotó börze” működött, ahol az élelmes riporterek eladhatták a felkelés képeit a vasfüggöny túloldalán megjelenő lapoknak.
Az alig két hétig megjelenő lapnál november elején már közel 30 újságíró dolgozott. Riportot közöltek a Tűzoltó utcai felkelőkről, Ismét hét ifjú szabadságharcost gyilkoltak meg a szovjet csapatok címmel. Sajtótörténeti érdekesség, hogy egyedül az Igazság készített interjút a november 4-ei hatalomátvétel előtt Kádár Jánossal.

## Egy híres cikk

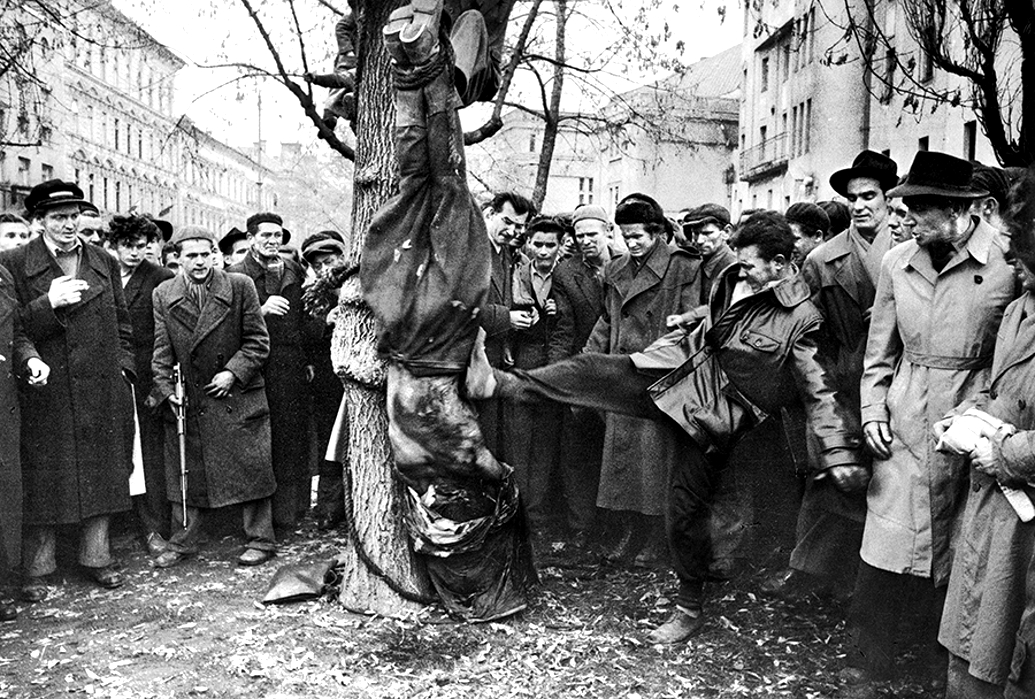
A Köztársaság téri csata során a pártházat védő Elek László ÁVH-s sorkatona brutális kivégzése a Köztársaság téren 1956 októberében

Az egyik legemlékezetesebb publicisztikát Szilvási Lajos jegyezte Ne lincselj! Gondolkozz! Tégy különbséget! címmel a november 2-án megjelent számban. A Köztársaság téri lincselésről írta: 
…Tegnap lincseltek a városban. A falakon ragaszok jelentek meg ilyesféle szövegekkel; le a kommunistákkal, le a párttagokkal, irtsátok ki a kommunistákat. Az utcán vonuló tömeg mellé odalapulnak sötét figurák és suttogva közlik, rá-rámutatva egyik vagy másik házra: itt egy nagy kommunista lakik. Aztán a tömeg vagy hallgat rájuk, vagy nem...
A tiszta emberi észre, a józan gondolatra apellálunk! Gondolkozásra szólítunk fel benneteket, emberek! Úgy érezzük, hogy az Igazság, amely az első és legnehezebb óráktól a felkelt nép mellett állt, ávós fegyverekkel dacolva is harsogta az igazat, védte a forradalmat, terjesztette a felkelő szabadságharcosok igazát, megszerezte a jogot arra, hogy most gondolkodásra és még egyszer gondolkodásra szólítson fel minden igaz forradalmárt.…Lincsbíró és az ÁVH-s hóhérok gyilkosságai ugyanazon a táptalajon élnek. A magyar forradalom igaz hívei éppúgy elítélik a lincset, mint elítélték és elsöpörték a rákosista-ávh fasizmust. Minden bűnöst a törvény elé! - ez a forradalom parancsa.
A cikk megjelenése után Dudás József fegyveres követekkel megüzente, hogy „kifüstöli katonáival az Igazság vörös bandáját”, de Szilvási Lajos a géppisztolyos hírvivőket kizavarta a New York-palotából, megüzenve Dudásnak: "gondoljon Szálasi sorsára"! A cikk Obersovszky Gyula 1957-es perében, ahol Szilvási volt a mentőtanú, a védelem egyik bizonyítéka volt.

## Újraindítás
1990-ben Obersovszky Gyula és Szilvási Lajos újraindította a lapot. De a formálódó demokratikus hatalomnak nem hiányzott egy független újság. A taxisblokád után Horti József, a Hírlapkiadó Vállalat vezérigazgatója megvonta támogatását az Igazságtól.

## Neves munkatársai
- Obersovszky Gyula felelős szerkesztő
- Örkény István
- Szilvási Lajos